# رپتور تراست

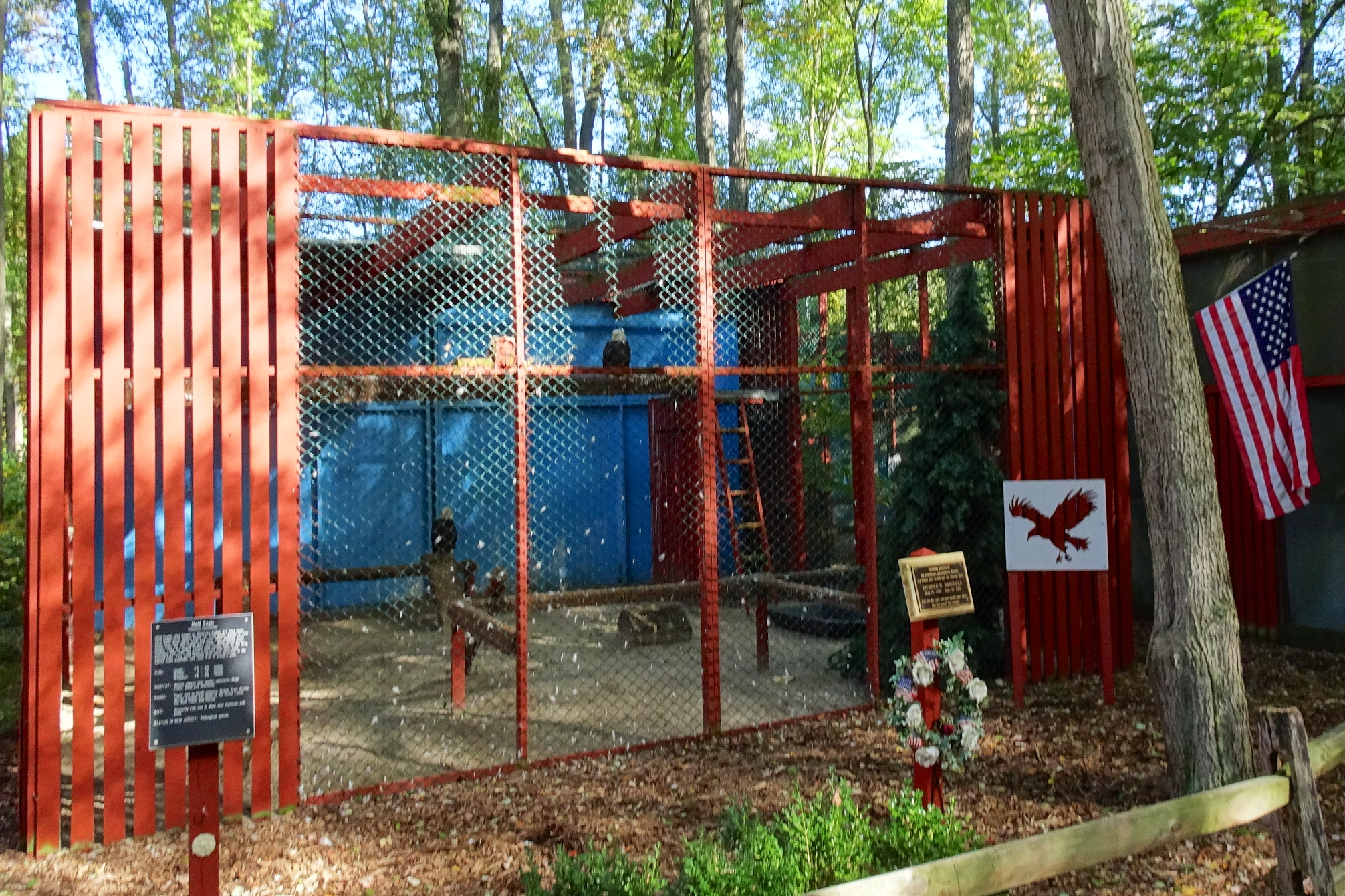
رپتور تراست، قفس عقاب سرسفید

رپتور تراست (به انگلیسی: The Raptor Trust)، یک مرکز بازتوانی پرندگان وحشی است که در بخش میلینگتون شهر لانگ هیل در شهرستان موریس، نیوجرسی، ایالات متحده واقع شده‌است و توسط پناهگاه حیات وحش ملی Great Swamp احاطه شده‌است.

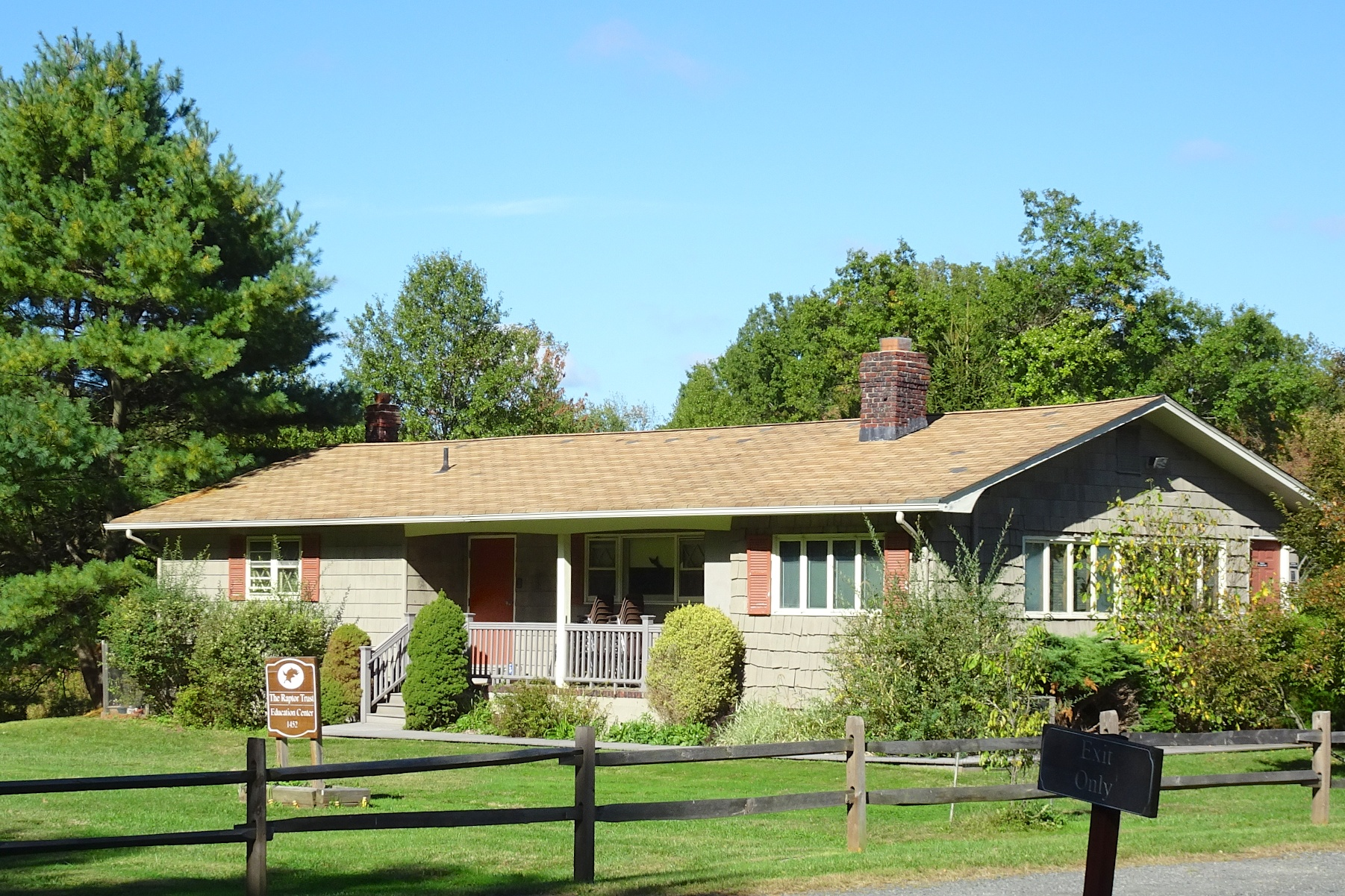
ساختمان آموزشی رپتور تراست